# Ernst Walz (Politiker, 1859)

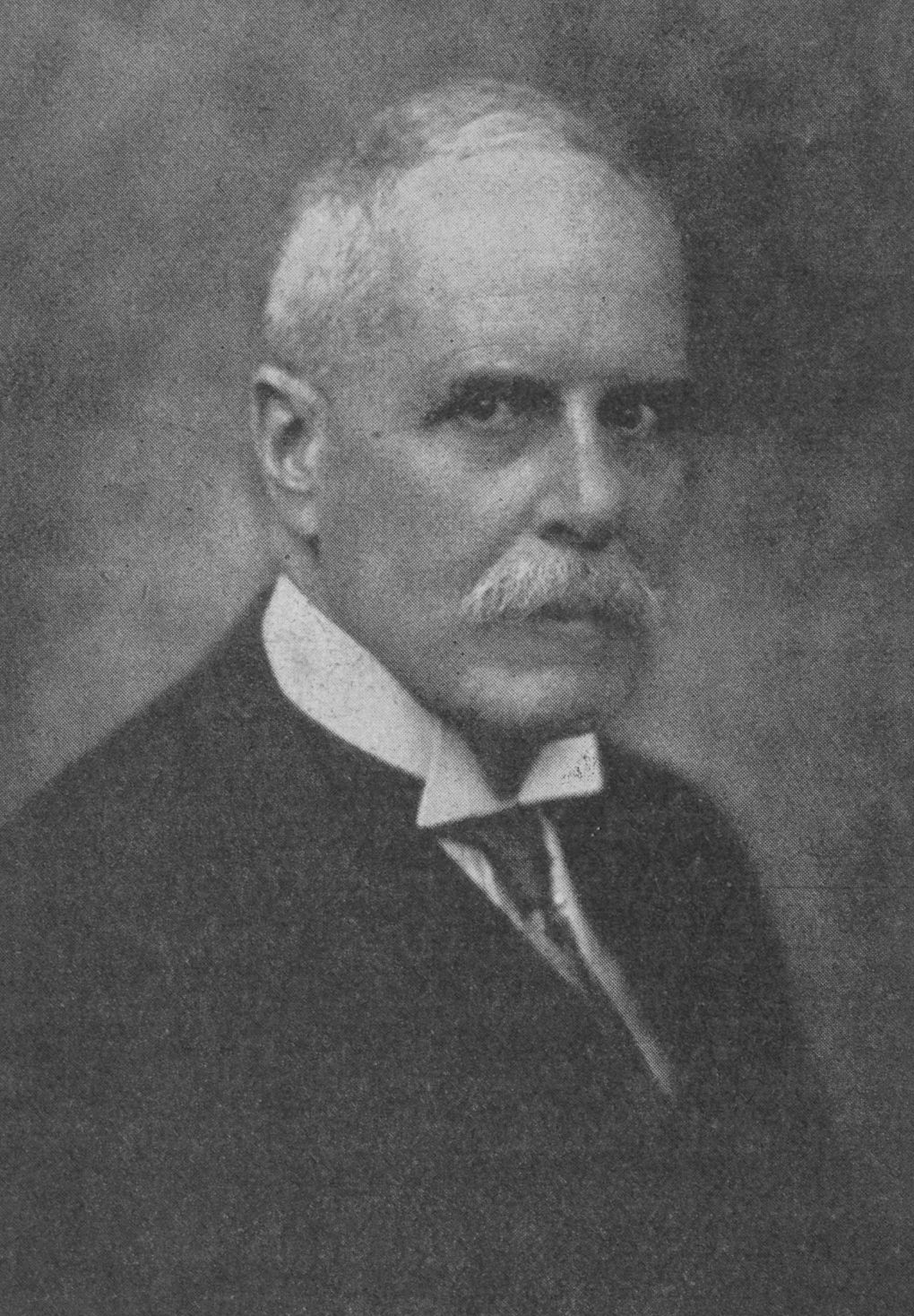
Ernst Walz, 1928

Ernst Friedrich Joseph Walz (* 19. Juli 1859 in Heidelberg; † 18. Dezember 1941 ebenda) war ein deutscher Jurist und Politiker. Von 1913 bis 1928 war er Oberbürgermeister von Heidelberg. Wegen seines namensgleichen späteren Amtsnachfolgers und Neffen Ernst Walz wird er manchmal auch „Ernst Walz I.“ genannt. 

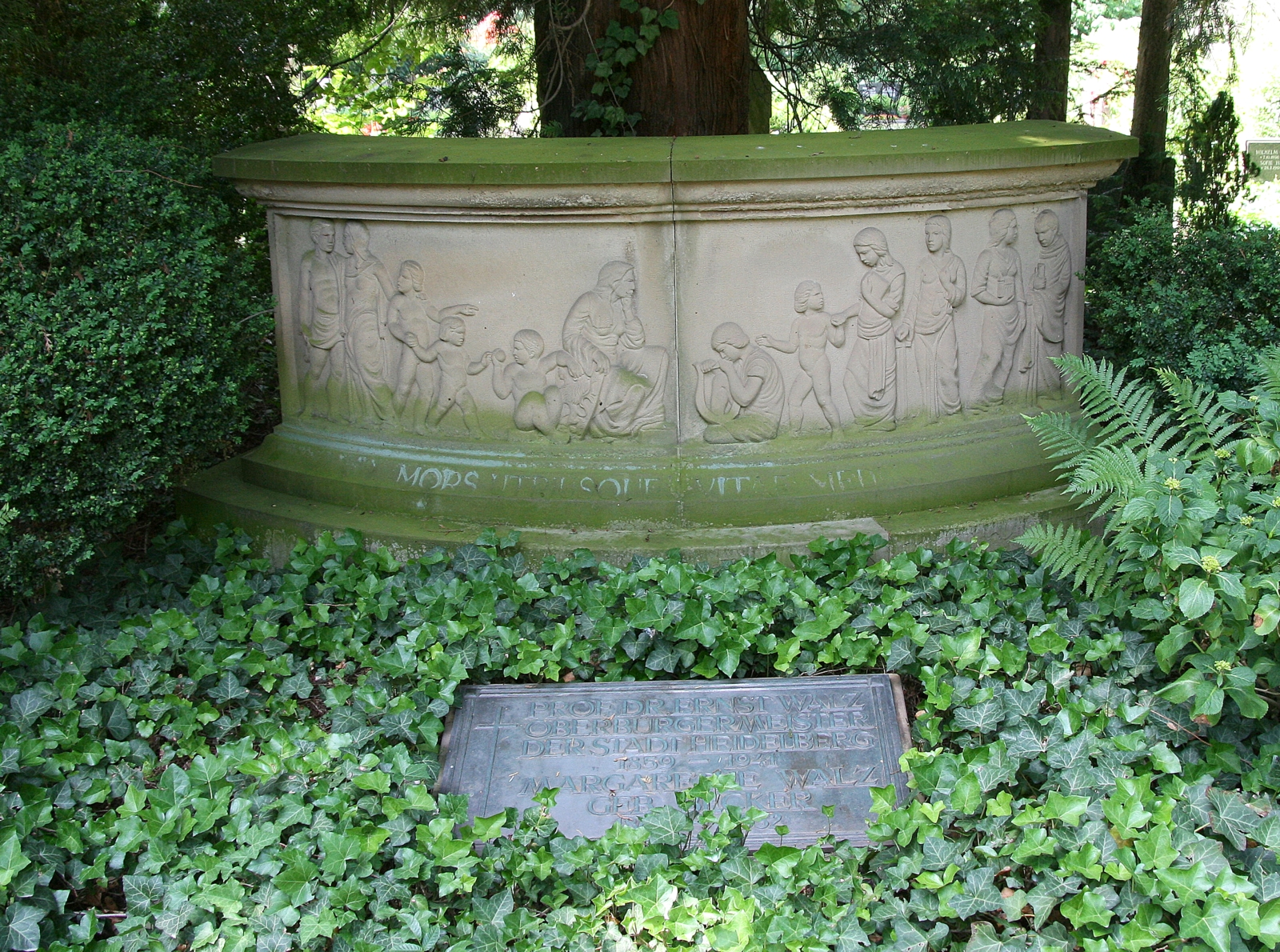
Ehrengrab des ehemaligen Oberbürgermeisters der Stadt Heidelberg, auf dem Heidelberger Bergfriedhof

## Leben

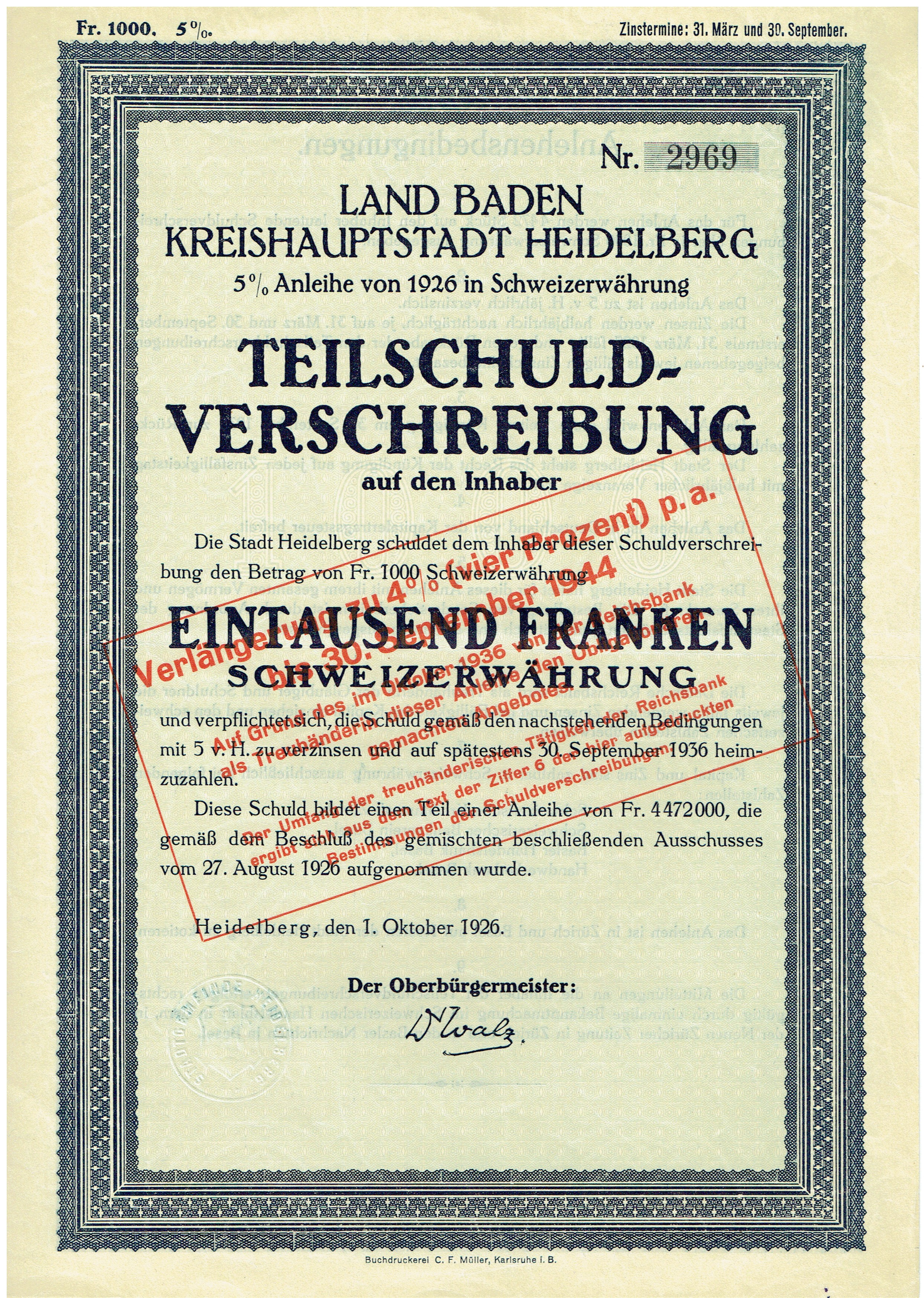
Anleihe über 1000 Franken der Stadt Heidelberg vom 1. Oktober 1926, signiert von Oberbürgermeister Ernst Walz.

Der Sohn des Heidelberger Pharmakologieprofessors Georg Friedrich Walz war zunächst Erster Bürgermeister (1886–1913; 1904 zum dritten Mal wiedergewählt) und in der Folge von Karl Wilckens Oberbürgermeister von 1913 bis 1928. Von 1919 bis 1928 war er Vorsitzender des Badischen Städteverbandes.
In seine Amtszeiten fallen mehrere Eingemeindungen (Wieblingen, Rohrbach, Kirchheim), die Entwicklung von Weststadt, dem Atzelhof in Handschuhsheim und Pfaffengrund. Neu waren damals auch die Schlossfestspiele. Im Jahr 1900 habilitierte er sich über das badische Straßenrecht und wurde außerordentlicher Professor an der Juristischen Fakultät der Universität Heidelberg.

## Ehrungen

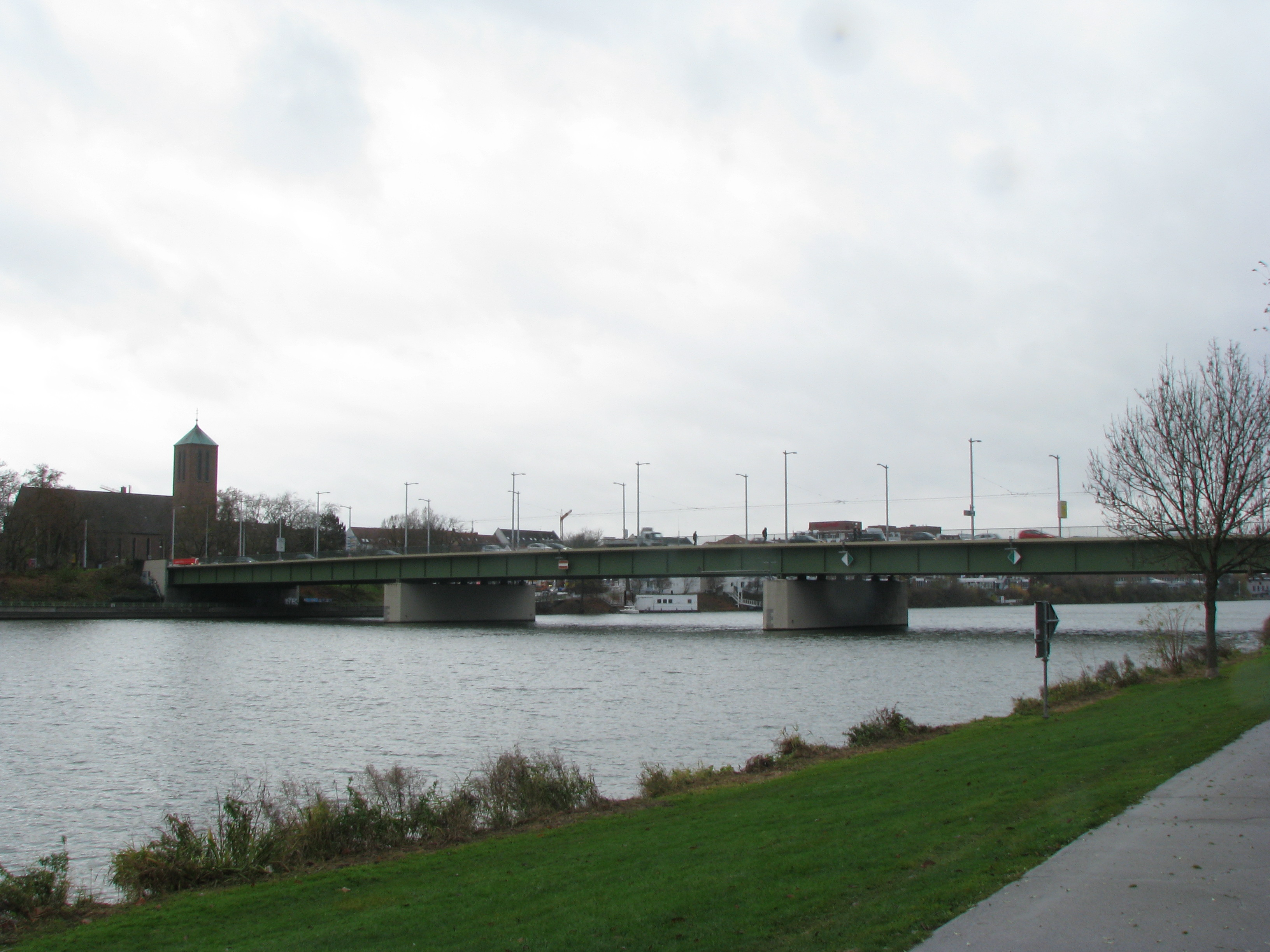
Ernst-Walz-Brücke von Nordosten

1926 wurde er anlässlich seines 40. Amtsjubiläums sowohl zum Ehrenbürger der Stadt Heidelberg als auch zum Ehrensenator der Universität ernannt.
Die heutige Ernst-Walz-Brücke ist eine der fünf Heidelberger Brücken über den Neckar. Sie verbindet die Stadtteile Bergheim und Neuenheim (neuer Uni-Campus). Sie wurde am 14. April 1928 als dritte Brücke im Stadtbild mit seinem Namen dem Verkehr übergeben. In der Zeit des Nationalsozialismus wurde sie vorübergehend nach Paul Hindenburg umbenannt.
Auf dem Bergfriedhof erinnert das vom Schwiegersohn Renzo Giulini entworfene Grabmal mit einem allegorischen Fries in einer Sandsteinplatte an ihn und seine Frau Margarethe, geb. Becker (1866–1932). Die Figuren des Frieses stehen für Familie, Liebe, Glaube, Kunst, Frömmig- und Gerechtigkeit. Die Inschrift lautete einst: Mors utriusque vitae media. („Sterben zwischen zwei Formen des Lebens“ oder wörtlicher: „Sterben/Tod ist die Mitte zwischen beiden Leben“)